# معاليه عاموس
معاليه عاموس (بالعبرية: מַעֲלֵה עָמוֹס) مستوطنة مجتمعية إسرائيلية، أقيمت عام 1981 جنوب محافظة بيت لحم جنوب الضفة الغربية على أراضي قرية كيسان، وتقع إداريًا ضمن اختصاص مجلس جوش عتصيون الإقليمي. في عام 2018 كان عدد سكانها 535 مستوطنًا.

## الجانب القانوني
يعتبر المجتمع الدولي المستوطنات الإسرائيلية في الضفة الغربية غير قانونية بموجب القانون الدولي، لكن الحكومة الإسرائيلية تعارض ذلك.